# Нуэва-Лоха
Нуэва-Лоха (исп. Nueva Loja) — город на северо-востоке Эквадора, административный центр провинции Сукумбиос.

## История
Нуэва-Лоха была основана в 1960-е годы как пункт нефтяной компании Тексако. В 1972 году строится первая линия нефтепровода. От селения нефтяников разросся город, который в 1979 году становится центром вновь образованного кантона Лаго-Агрио, а в 1989 году — столицей провинции Сукумбиос.

## География
Является крупнейшим городом эквадорской Амазонии, расположен в 20 км к югу от границы с Колумбией.

## Население
По данным на 2012 год население города составляет 28 522 человека.
| 1990   | 1995   | 2000   | 2012   |
| ------ | ------ | ------ | ------ |
| 15 398 | 19 262 | 21 500 | 28 522 |

Источник: